# Spiel des Jahres
 (juillet 2019).
Le Spiel des Jahres (Jeu de l'année en allemand) est une récompense allemande décernée chaque année depuis 1978 à un jeu de société.
Le prix est décerné annuellement par un jury composé de journalistes spécialisés qui notent les jeux allemands ou étrangers édités en Allemagne pendant les 12 mois précédents. Les évaluations se font sur l'idée et l'originalité, les règles et la jouabilité, la présentation (graphisme et les pièces) ainsi que les mécanismes du jeu. Les nominations sont toujours annoncées dans le courant du mois de mai et le prix attribué dans le courant du mois de juin (au plus tard en juillet).
Il est considéré comme le prix le plus prestigieux,, et sa renommée dépasse largement l'Allemagne.
Le Spiel des Jahres attribuait également divers prix spéciaux comme le « Meilleur jeu complexe », le « Meilleur jeu fantastique », la « Meilleure adaptation historique », le « Plus beau jeu », etc. Ces prix spéciaux ont fini par disparaître au profit de la création du Kinderspiel des Jahres (Jeu pour enfants de l'année) en 1989 et du Kennerspiel des Jahres (Jeu pour initiés de l'année) en 2011 .

## Les jeux récompensés

### Spiel des Jahres
| Année | Jeu                                 | Auteur(s)                                                                                         | Illustrations                        | Éditeur(s)                                   |
| ----- | ----------------------------------- | ------------------------------------------------------------------------------------------------- | ------------------------------------ | -------------------------------------------- |
| 1979  | Le Lièvre et la Tortue              | David Parlett                                                                                     |                                      | Ravensburger                                 |
| 1980  | Rummikub                            | Ephraim Hertzano                                                                                  |                                      | Ravensburger                                 |
| 1981  | Focus                               | Sid Sackson                                                                                       |                                      | Parker                                       |
| 1982  | Sagaland                            | Alex Randolph et Michel Matschoss                                                                 |                                      | Ravensburger                                 |
| 1983  | Scotland Yard                       | Werner Schlegel, Dorothy Garrels, Fritz Ifland, Manfred Burggraf, Werner Scheerer et Wolf Hoerman | E. Binz-Blanke                       | Ravensburger                                 |
| 1984  | Dampfross                           | David Watts et Gwynn Watts                                                                        |                                      | Schmidt                                      |
| 1985  | Sherlock Holmes détective conseil   | Gary Grady, Raymond Edwards et Suzanne Goldberg                                                   | Sydney Paget                         | Descartes et Kosmos                          |
| 1986  | Heimlich & Co.                      | Wolfgang Kramer                                                                                   |                                      | Amigo et Ravensburger                        |
| 1987  | Auf Achse                           | Wolfgang Kramer                                                                                   |                                      | F.X. Schmid                                  |
| 1988  | Barbarossa                          | Klaus Teuber                                                                                      |                                      | ASS et Kosmos                                |
| 1989  | Café International                  | Rudi Hoffmann                                                                                     |                                      | Amigo et Mattel                              |
| 1990  | Adel verpflichtet                   | Klaus Teuber                                                                                      | Cornelia Von Seidlein                | Alea et F.X Schmid                           |
| 1991  | Drunter & Drüber                    | Klaus Teuber                                                                                      | Franz Vohwinkel                      | Hans im Glück                                |
| 1992  | Um Reifenbreite                     | Rob Bontenbal                                                                                     | Jan Van Haasteren                    | Jumbo                                        |
| 1993  | Perudo ("Bluff")                    | Richard Borg                                                                                      |                                      | F.X. Schmid                                  |
| 1994  | Manhattan                           | Andreas Seyfarth                                                                                  | Jacqui Davis                         | Hans im Glück et Ludodélire                  |
| 1995  | Les Colons de Catane                | Klaus Teuber                                                                                      | Franz Vohwinkel                      | Kosmos                                       |
| 1996  | El Grande                           | Wolfgang Kramer et Richard Ulrich                                                                 | Doris Matthäus                       | Hans im Glück                                |
| 1997  | Mississippi Queen                   | Werner Hodel                                                                                      | Franz Vohwinkel                      | Goldsieber et Rio Grande Games               |
| 1998  | Elfenland                           | Alan R. Moon                                                                                      | Doris Matthäus                       | Amigo                                        |
| 1999  | Tikal                               | Wolfgang Kramer et Michael Kiesling                                                               | Franz Vohwinkel                      | Ravensburger et Rio Grande Games             |
| 2000  | Torres                              | Wolfgang Kramer et Michael Kiesling                                                               | Alessandra Cimatoribus               | F.X Schmid, Ravensburger et Rio Grande Games |
| 2001  | Carcassonne                         | Klaus-Jürgen Wrede                                                                                | Doris Matthäus                       | Hans im Glück / Schmidt Spiele               |
| 2002  | Villa Paletti                       | Bill Payne                                                                                        | Victor Boden                         | Gigamic et Zoch                              |
| 2003  | Alhambra                            | Dirk Henn                                                                                         | Christof Tisch et Jörg Asselborn     | Queen Games                                  |
| 2004  | Les Aventuriers du Rail             | Alan R. Moon                                                                                      | Julien Delval                        | Days Of Wonder                               |
| 2005  | Niagara                             | Thomas Liesching                                                                                  | Victor Boden                         | Gigamic et Zoch                              |
| 2006  | Thurn Et Taxis - L'Aventure Postale | Andreas Seyfarth et Karen Seyfarth                                                                | Michael Menzel                       | Hans im Glück                                |
| 2007  | Zooloretto                          | Michael Schacht                                                                                   | Michael Schacht                      | Abacus                                       |
| 2008  | Keltis                              | Reiner Knizia                                                                                     | Martin Hoffmann et Claus Stephan     | Kosmos                                       |
| 2009  | Dominion                            | Donald X. Vaccarino                                                                               | Matthias Catrein                     | Hans im Glück et Rio Grande Games            |
| 2010  | Dixit                               | Jean-Louis Roubira                                                                                | Marie Cardouat                       | Libellud                                     |
| 2011  | Qwirkle                             | Susan McKinley Ross                                                                               |                                      | Iello et MindWare Spiele                     |
| 2012  | Kingdom Builder                     | Donald X. Vaccarino                                                                               | Oliver Schlemmer                     | Queen games                                  |
| 2013  | Hanabi                              | Antoine Bauza                                                                                     | Albertine Ralenti                    | Abacus, Cocktail Games et Les XII Singes     |
| 2014  | Camel Up                            | Steffen Bogen                                                                                     | Dennis Lohausen                      | Filosofia et Pegasus Spiele                  |
| 2015  | Colt Express                        | Christophe Raimbault                                                                              | Ian Parovel et Jordi Valbuena        | Ludonaute                                    |
| 2016  | Codenames                           | Vlaada Chvatil                                                                                    | Tomáš Kučerovský et Stéphane Gantiez | Czech Games Edition et Iello                 |
| 2017  | Kingdomino                          | Bruno Cathala                                                                                     | Cyril Bouquet                        | Blue Orange et Pegasus Spiele                |
| 2018  | Azul                                | Michael Kiesling                                                                                  | Chris Quilliams et Philippe Guérin   | Next Move Games et Plan B Games              |
| 2019  | Just One                            | Bruno Sautter et Ludovic Roudy                                                                    | Eric Azagury et Florian Poullet      | Repos Production                             |
| 2020  | Pictures                            | Christian Stöhr et Daniela Stöhr                                                                  | Dominik Mayer                        | Pd-Verlag                                    |
| 2021  | MicroMacro: Crime City              | Johannes Sich                                                                                     | Daniel Goll                          | Blackrock Games                              |
| 2022  | Cascadia                            | Randy Flynn                                                                                       | Beth Sobel                           | Lucky Duck Games                             |
| 2023  | Dorfromantik                        | Michael Palm et Lukas Zach                                                                        | Paul Riebe                           | Gigamic                                      |
| 2024  | Sky Team                            | Luc Rémond                                                                                        | Eric Hibbeler et Adrien Rives        | Le Scorpion Masqué                           |
| 2025  | Bomb Busters                        | Hisashi Hayashi                                                                                   | Dom2D                                | Cocktail games                               |

### Kinderspiel des Jahres
| Année | Jeu                           | Auteur(s)                                  | Illustrations                         | Éditeur(s)                               |
| ----- | ----------------------------- | ------------------------------------------ | ------------------------------------- | ---------------------------------------- |
| 2001  | Klondike                      | Christian Wolf et Stefanie Rohner          | Doris Matthäus                        | Haba                                     |
| 2002  | Le Bal masqué des coccinelles | Peter-Paul Joopen                          | Anne Pätzke                           | Selecta                                  |
| 2003  | Viva Topo!                    | Manfred Ludwig                             | Barbara Kinzebach                     | Selecta                                  |
| 2004  | L'Escalier hanté              | Michelle Schanen                           | Johann Rüttinger                      | Drei Magier Spiele                       |
| 2005  | Das kleine Gespenst           | Kai Haferkamp                              | F.J. Tripp                            | Kosmos                                   |
| 2006  | À l'abordage                  | Guido Hoffmann                             | Guido Hoffmann                        | Haba                                     |
| 2007  | Beppo Der Bock                | Klaus Zoch et Peter Schackert              |                                       | Gigamic, Magnetspiele et Oberschwäbische |
| 2008  | Wer war's?                    | Reiner Knizia                              | Graham Howells                        | Ravensburger                             |
| 2009  | Le Labyrinthe magique         | Dirk Baumann                               | Rolf Vogt                             | Drei Magier Spiele et Gigamic            |
| 2010  | Diego Dent de dragon          | Manfred Ludwig                             |                                       | Haba                                     |
| 2011  | Da ist der Wurm drin          | Carmen Kleinert                            | Heidemarie Rüttinger                  | Zoch                                     |
| 2012  | Attrape Fantôme               | Steffen Bogen                              |                                       | Ravensburger                             |
| 2013  | La tour enchantée             | Inka et Markus Brand                       | Rolf Vogt                             | Gigamic                                  |
| 2014  | Trésor Caché                  | Brian Yu                                   | Piérô La lune                         | Mattel                                   |
| 2015  | Gare à la toile               | Roberto Fraga                              | Doris Matthäus                        | Gigamic et Zoch Verlag                   |
| 2016  | L’âge de pierre Junior        | Marco Teubner                              | Michael Menzel                        | Filosofia                                |
| 2017  | Ice Cool                      | Brian Gomez                                | Reinis Pētersons                      | Brain Games                              |
| 2018  | Trésor de glace               | Günter Burkhardt                           | Daniel Döbner                         | Haba                                     |
| 2019  | La Vallée des vikings         | Marie Fort et Wilfried Fort                | Max Meinzold                          | Haba                                     |
| 2020  | Speedy Roll                   | Urtis Sulinskas                            |                                       | Piatnik Deutschland                      |
| 2021  | Dragomino                     | Bruno Cathala, Marie Fort et Wilfried Fort | Maëva da Silva et Christine Deschamps | Blue Orange                              |
| 2022  | La Colline aux Feux Follets   | Bernhard Weber et Jens-Peter Schliemann    | Clem Newter et Annette Nora Kara      | Gigamic                                  |
| 2023  | Mysterium Kids                | Antonin Boccara et Yves Hirschfeld         | Olivier Danchin                       | Libellud                                 |
| 2024  | Clefs Magiques                | Arno Steinwende et Markus Slawitscheck     | Camillia Peyroux et Ian Parovel       | Happy Baobab                             |
| 2025  | Topp die Torte!               | Wolfgang Warsch                            | Michel Verdu                          | Schmidt Spiele                           |

### Kennerspiel des Jahres
| Année | Jeu                         | Auteur(s)                               | Illustrations                                           | Éditeur(s)                   |
| ----- | --------------------------- | --------------------------------------- | ------------------------------------------------------- | ---------------------------- |
| 2011  | 7 Wonders                   | Antoine Bauza                           | Miguel Coimbra                                          | Repos Production             |
| 2012  | Descendance                 | Inka Brand et Markus Brand              | Dennis Lohausen                                         | Gigamic et Pegasus Spiele    |
| 2013  | Andor                       | Michael Menzel                          | Michael Menzel                                          | Iello et Kosmos              |
| 2014  | Istanbul                    | Rüdiger Dorn                            | Andreas Resch                                           | Matagot et Pegasus Spiele    |
| 2015  | Broom Service               | Andreas Pelikan et Alexander Pfister    | Vincent Dutrait                                         | Alea                         |
| 2016  | Isle of Skye                | Alexander Pfister et Andreas Pelikan    | Klemens Franz                                           | Funforge et Lookout Games    |
| 2017  | Exit : le jeu               | Inka Brand et Markus Brand              |                                                         | Iello et Kosmos              |
| 2018  | Les Charlatans de Belcastel | Wolfgang Warsch                         | Dennis Lohausen                                         | Schmidt                      |
| 2019  | Wingspan                    | Elizabeth Hargrave                      | Ana Maria Martinez Jaramillo, Beth Sobel, Natalia Rojas | Matagot et Stonemaier Games. |
| 2020  | The Crew                    | Thomas Sing                             | Marco Armbruster                                        | Kosmos                       |
| 2021  | Paleo                       | Peter Rustemeyer                        | Dominik Meyer                                           | Hans im Glück                |
| 2022  | Living Forest               | Aske Christiansen                       | Apolline Etienne                                        | Ludonaute                    |
| 2023  | Challengers !               | Johannes Krenner et Markus Slawitscheck | Jeff Harvey                                             | Zman Games                   |
| 2024  | Daybreak                    | Matt Leacock et Matteo Menapace         | Mads Berg                                               | Schmidt Spiele               |
| 2025  | Endeavor – Eaux Profondes   | Jarratt Gray et Carl de Visser          | J.Cappel                                                | Super Meeple                 |

### Prix spéciaux
Liste des jeux ayant gagné l'un des prix spéciaux attribués par le jury :
| Année | Prix                            | Jeu                               | Auteur(s)                                   | Éditeur                                |
| ----- | ------------------------------- | --------------------------------- | ------------------------------------------- | -------------------------------------- |
| 1979  | Plus beau jeu                   | Seti                              | Hartmut Witt et Andreas Steiner             | Bütehorn                               |
| 1980  | Plus beau jeu                   | Das Spiel                         | Reinhold Wittig                             | Franckh-Kosmos / Abacus                |
| 1980  | Meilleur jeu solitaire          | Rubik's Cube                      | Ernő Rubik                                  | Arxon / Jumbo / Winning Moves          |
| 1981  | Plus beau jeu                   | Ra                                | Marco Donadoni                              | International Team                     |
| 1982  | Plus beau jeu                   | Skript                            | Henri Sala                                  | Jumbo                                  |
| 1983  | Plus beau jeu                   | Wir füttern die kleinen Nilpferde | Reinhold Wittig                             | Franckh-Kosmos                         |
| 1984  | Plus beau jeu                   | Uisge                             | Roland Siegers                              | Abacus                                 |
| 1985  | Plus beau jeu                   | Die drei Magier                   | Johann Rüttinger                            | Noris Spiele                           |
| 1986  | Plus beau jeu                   | Müller & Sohn                     | Reinhold Wittig                             | Franckh-Kosmos                         |
| 1987  | Plus beau jeu                   | Orient Express                    | Jeff Smets                                  | Jumbo                                  |
| 1988  | Plus beau jeu                   | Intrigues à Venise                | Alex Randolph et Leo Colovini               | MB / Winning Moves                     |
| 1988  | Meilleur jeu de coopération     | Sauerbaum                         | Johan Tranelis                              | Zoch                                   |
| 1989  | Plus beau jeu                   | La Poule Berta                    | Geni Wyss                                   | Haba                                   |
| 1990  | Plus beau jeu                   | Life style                        | Thomas Di Paolo                             | Ravensburger                           |
| 1991  | Plus beau jeu                   | Labyrinthe Master                 | Max J. Kobbert                              | Ravensburger                           |
| 1993  | Plus beau jeu                   | Kula Kula                         | Reinhold Wittig                             | Blatz                                  |
| 1994  | Plus beau jeu                   | Doctor Faust                      | Reinhold Wittig                             | Blatz                                  |
| 1995  | Plus beau jeu                   | Tribalance                        | Michael Sohre                               | Theta                                  |
| 1995  | Meilleur jeu solitaire          | 3D Krimi-Puzzle                   | —                                           | MB                                     |
| 1996  | Plus beau jeu                   | Venice Connection                 | Alex Randolph                               | Drei Magier Spiele / Venice Connection |
| 1996  | Meilleur jeu d'habileté         | PitchCar (Carabande)              | Jean du Poël                                | Ferti                                  |
| 1997  | Plus beau jeu                   | Aztec                             | Niek Neuwahl                                | Zoch                                   |
| 1997  | Meilleur jeu d'habileté         | Husarengolf                       | Torsten Marold                              | Abacus                                 |
| 2001  | Meilleure adaptation littéraire | Le Seigneur des anneaux           | Reiner Knizia                               | Tilsit                                 |
| 2001  | Meilleure adaptation historique | Troia                             | Thomas Fackler                              | Daimler Chrysler AG                    |
| 2006  | Meilleur jeu fantastique        | Les Chevaliers de la Table Ronde  | Bruno Cathala et Serge Laget                | Days of Wonder                         |
| 2006  | Meilleur jeu complexe           | Caylus                            | William Attia                               | Ystari Games                           |
| 2008  | Meilleur jeu complexe           | Agricola                          | Uwe Rosenberg                               | Lookout Games / Ystari Games           |
| 2010  | Meilleur jeu complexe           | Un monde sans fin                 | Michael Rieneck (de) et Stefan Stadler (de) | Kosmos                                 |

## Les jeux nommés (détails)

### Années 2000

#### 2004
Spiel des Jahres:
- Les aventuriers du rail de Alan R. Moon, édité par Days of wonder.

Kinderspiel des Jahres:
- L'escalier Hanté de Michelle Schanen, édité par Drei Magier

#### 2005
Spiel des Jahres:
- Niagara de Thomas Liesching, édité par Zoch Verlag.

#### 2006
Spiel des Jahres:
- L'Aventure postale (Thurn and Taxis) de Karen Seyfarth et Andreas Seyfarth, édité par Hans im Glück.

Fantasy Game
- Shadows over Camelot de Serge Laget et Bruno Cathala, édité par Days of Wonder .

Complex Game
- Caylus de William Attia, édité par Ẏstari Games.

#### 2007
Spiel des Jahres:
- Zooloretto de Michael Schacht, édité par Abacus Spiele.

#### 2008
Spiel des Jahres:
- Keltis de Reiner Knizia, édité par Kosmos.

Complex Game
- Agricola de Uwe Rosenberg, édité par Lookout Games

#### 2009
Spiel des Jahres:
- Dominion de Donald X. Vaccarino, édité par Rio Grande Games.

Party Game:
- Party game GiftTRAP de Nick Kellet, édité par GiftTRAP Enterprises.

New Game Worlds:
- Space Alertde Vlaada Chvatil, édité par Czech Games Edition.

### Années 2010

#### 2010
Spiel des Jahres:
- Dixit (2008) de Jean-Louis Roubira, illustré par Marie Cardouat, édité par Libellud.

#### 2011
Spiel des Jahres:
- Qwirkle (2010) de Susan McKinley Ross, édité par MindWare Spiele.

Kinderspiel des Jahres:
- Da ist der Wurm drin (2011) de Carmen Kleinert, illustré par Heidemarie Rüttinger, édité par Zoch.

Kennerspiel des Jahres:
- 7 Wonders (2010) de Antoine Bauza, illustré par Miguel Coimbra, édité par Repos Production.

#### 2012
Spiel des Jahres:
- Kingdom Builder (2011) de Donald X. Vaccarino, illustré par Oliver Schlemmer, édité par Queen games.

Kinderspiel des Jahres:
- Attrape Fantôme (2011) de Steffen Bogen, édité par Ravensburger.

Kennerspiel des Jahres:
- Descendance (2012) de Inka Brand et Markus Brand, illustré par Dennis Lohausen, édité par Gigamic et Pegasus Spiele.

#### 2013
Spiel des Jahres:
- Hanabi (2012) de Antoine Bauza, édité par Asmodée.

Kinderspiel des Jahres:
- La tour enchantée (2013) de Inka et Markus Brandt, illustré par Rolf Vogt, édité par Gigamic.

Kennerspiel des Jahres:
- Andor (2012) de Michael Menzel, illustré par Michael Menzel, édité par Iello et Kosmos.

#### 2014
Spiel des Jahres:
- Camel Up (2014) de Steffen Bogen, illustré par Dennis Lohausen, édité par Filosofia et Pegasus Spiele.

Kinderspiel des Jahres:
- Trésor Caché (2014) de Brian Yu, illustré par Piérô La lune, édité par Mattel.

Kennerspiel des Jahres:
- Istanbul (2014) de Rüdiger Dorn, illustré par Andreas Resch, édité par Matagot et Pegasus Spiele.

#### 2015
Spiel des Jahres:
- Colt Express (2014) de Christophe Raimbault, illustré par Ian Parovel et Jordi Valbuena, édité par Ludonaute.

Kinderspiel des Jahres:
- Gare à la toile (2015) de  Roberto Fraga, illustré par Doris Matthäus, édité par Gigamic et Zoch Verlag.

Kennerspiel des Jahres:
- Broom Service (2015) de Andreas Pelikan et Alexander Pfister, illustré par Vincent Dutrait, édité par Alea.

#### 2016
Spiel des Jahres:
- Codenames (2015) de Vlaada Chvatil, édité par Czech Games Edition.

Kinderspiel des Jahres:
- L’âge de pierre Junior (2015) de Marco Teubner, illustré par Michael Menzel, édité par Filosofia.

Kennerspiel des Jahres:
- Isle of Skye (2015) de  Alexander Pfister et Andreas Pelikan, illustré par Klemens Franz, édité par Funforge et Lookout Games.

#### 2017
Spiel des Jahres:
- Kingdomino (2016) de Bruno Cathala, illustré par Cyril Bouquet, édité par Blue Orange et Pegasus Spiele.

Kinderspiel des Jahres:
- Ice Cool (2016) de Brian Gomez, illustré par Reinis Pētersons, édité par Brain Games.

Kennerspiel des Jahres:
- Exit : le jeu (2017) de Inka Brand, Markus Brand, édité par Iello et Kosmos.

#### 2018
Spiel des Jahres:
- Azul (2016) de Michael Kiesling, illustré par Chris Quilliams et Philippe Guérin, édité par Next Move Games et Plan B Games.

Kinderspiel des Jahres:
- Trésor de glace (2017) de Günter Burkhardt, illustré par Daniel Döbner, édité par Haba.

Kennerspiel des Jahres:
- Les Charlatans de Belcastel (2018) de Wolfgang Warsch, illustré par Dennis Lohausen, édité par Schmidt.

#### 2019
Spiel des Jahres:
- Just One (2018) de Bruno Sautter et Ludovic Roudy, édité par Repos Production.

Kinderspiel des Jahres:
- La Vallée des vikings (2019) de Marie Fort et Wilfried Fort, illustré par Max Meinzold, édité par Haba.

Kennerspiel des Jahres:
- Wingspan (2019) de Elizabeth Hargrave, illustré par Ana Maria Martinez Jaramillo, Beth Sobel, Natalia Rojas, édité par  Matagot et Stonemaier Games.

### Années 2020

#### 2020
Spiel des Jahres:
- Pictures (2019) de Christian Stöhr et Daniela Stöhr, illustré par Dominik Mayer, édité par Pd-Verlag.

Kinderspiel des Jahres:
- Speedy Roll (2019) de Urtis Sulinskas, édité par Piatnik Deutschland.

Kennerspiel des Jahres:
- The Crew (2019) de Thomas Sing, illustré par Marco Armbruster, édité par Kosmos.

#### 2021
Spiel des Jahres:
- MicroMacro: Crime City (2020) de Johannes Sich, illustré par Daniel Goll, édité par Blackrock Games.

Kinderspiel des Jahres:
- Dragomino (2020) de Bruno Cathala, Marie Fort et Wilfried Fort, illustré par Maëva da Silva et Christine Deschamps, édité par Blue Orange.

Kennerspiel des Jahres:
- Paleo (2020) de Peter Rustemeyer, illustré par Dominik Meyer, édité par Hans im Glück.

#### 2022
Spiel des Jahres:
- Cascadia (2021) de Randy Flynn, illustré par Beth Sobel, édité par Lucky Duck Games.

#### 2023
Spiel des Jahres:
- Dorfromantik (2022) de Michael Palm et Luca Zack, illustré par Paul Riebe, édité par Pegasus Spiele.

Kinderspiel des Jahres:
- Mysterium Kids (2022) de Antonin Boccara et Yves Hirschfeld, illustré par Olivier Danchin, édité par Libellud.

Kennerspiel des Jahres:
- Challengers ! (2022) de Johannes Krenner et Markus Slawitscheck, illustré par Jeff Harvey, édité par Z-Man Games.

#### 2024
Spiel des Jahres:
- Sky Team (2023) de Luc Rémond, illustré par Eric Hibbeler et Adrien Rives, édité par Le Scorpion Masqué.

Kinderspiel des Jahres:
- Clefs Magiques (2022) de Arno Steinwende et Markus Slawitscheck, illustré par Camillia Peyroux, édité par Happy Baobab.

Kennerspiel des Jahres:
- Daybreak (ou E-mission) (2023) de Matt Leacock et Matteo Menapace, illustré par Mads Berg, édité par Schmidt Spiele.